# Цвета Софрониева
Цвета Софрониева е българска поетеса и преводачка.

## Биография
Цвета Софрониева е родена през 1963 г. в София. Следвала е физика в Софийския университет, има докторат по научна и културна история. Наред с над двадесет книги с поезия, проза и есета, творбите ѝ включват също театрални текстове, литературни инсталации и поетични преводи. Носител е на наградите за поезия „Адалберт фон Шамисо“ и „Клиф Бекър“. Поезията ѝ е превеждана на немски, английски, унгарски, френски, японски, фински, узбекски, руски, сръбски, нидерландски и други езици. За превода от немски на английски език на стихосбирката ѝ „Eine Hand voll Wasser“ Шантал Райт печели наградата „ПЕН Америкън“ през 2009 г.
През 1993 – 2000 г. работи като кореспондент на Радио Свободна Европа в Берлин.
Живее в Берлин.

## Произведения

### Стихосбирки
- Chicago Blues, билингва (български и английски език). София: Свободно поетическо общество, 1992
- Зачеваща памет, София: Прозорец, 1995
- Gefangen im Licht, билингва (български и немски език). Übersetzungen: Gabi Tiemann. Marburg an der Lahn: Biblion, 1999
- Раз-познавания, Пловдив: Жанет 45, 2006, 84 с.
- Завръщането на белия бик, Пловдив: Жанет 45, 2007, 48 с. ISBN 978-954-491-376-2
- Eine Hand voll Wasser. Deutsche Gedichte, Aschersleben: Unartig Verlag, 2008 ISBN 978-3-9810379-6-8
- Landschaften, Ufer. Edition Lyrik Kabinett bei Hanser, München 2013, ISBN 978-3-446-24339-2
- Прегърнати от мъглата, София: Фо, 2018, 102 с. ISBN 978-619-7517-00-2

### Поетични цикли в периодиката
- Gedichte, Neue Sirene, Nr. 8, München 1998, Übers.: Gabi Tiemann
- Gedichte, Wespennest, 140, 2005, Übers.: Alexander Sitzmann
- Gedichte, Akzente, Heft 3, 2007, München
- Merci, Paris, Manuskripte, Heft 178, Graz, 2007
- Drei Frauen. Gedichte Deutsch-Finnisch-Bulgarisch. Sabine Kleinert, Tzveta Sofronieva, Orvokki Vääriskoski, Leipzig 2009,  ISBN 978-3-86703-999-4

### Проза
- Diese Stadt kann auch weiß sein, in: Vielfalt der Stimmen, Jovis, Berlin, 1995
- Reise in die Einsamkeit, in: Jahrbuch 3 Akademie Schloß Solitude, Edition Solitude, Stuttgart 1996
- Anatomiestunde der Dr. E. Tulp, Belastete (W)orte, belastete Landschaften, Bilder und Texte, mit Maria Chilf, MDSE, Bitterfeld, 2003
- Berlin-Sofia-Berlin, in: Feuer, Lebenslust! Erzählungen deutscher Einwanderer, Klett-Cotta, Stuttgart 2003
- frau auf frau, in: Mein heimliches Auge, Das Jahrbuch der Erotik XIX, Konkursbuchverlag, Tübingen, 2004
- Trost, in: Verbotene Worte, Biblion, 2005
- Frau T., in: Transcript Review 25/2006 (Великобритания)
- Diese Stadt kann auch weiß sein. 112 Seiten. Verlag Hans Schiler, Tübingen 2010. ISBN 978-3-89930-329-2

### Преводи
- Verbotene Worte, eine Anthologie über das Gedächtnis der Sprache und die Begegnungen in der Mehrsprachigkeit, Biblion, München, 2005
- Михаел Крюгер, Рисунките на вятъра, Пловдив: Жанет 45, 2008, 124 с. ISBN 978-954-491-372-4
- Денис Малоуни, Затворниците на Микеланджело, София: Фо, 2019